# أبو الحتوف بن الحرث الأنصاري
أبو الحتوف بن الحارث [حرث] الأنصاري من صحابة الحسين بن علي، استُشهد في معركة كربلاء .

## النسب
وكان يُعرف أيضًا بأبي الهتوف سلامة بن الحارث الأنصاري العجلاني واسم أبيه الحارث بن سلامة الأنصاري العجلاني. كان أبو الهتوف من أهل الكوفة، من بني عجلان، وكان من خوارج الكوفة، ومن قبيلة الخزرج بالمدينة من الأنصار.

## الانضمام إلى الحسين بن علي
وكان أبو الهتوف وأخوه سعد بن الحارث من جيش عمر بن سعد الذي كان يقاتل الحسين. في يوم عاشوراء، حين استُشهد جميع أصحاب الحسين إلا سويد بن عمرو بن أبي مطاع وبشير بن عمرو الحضرمي، استغاث الحسين. فلما سمع أبو الحتوف وأخوه سعد نداء الحسين وضجيج نساء وأطفال أهل بيت النبي محمد ، قالا: "لا حكم إلا بالله، ولا نطيع مرتكب المعصية، هذا حسين بن بنت نبينا محمد، كيف نقاتله وليس له جند، ونحن نرجو شفاعة جده يوم القيامة؟" عندها، استلّا سيوفهما وانضما إلى جيش الحسين. وبعد أن قتلا ثلاثة أشخاص وجرحا عددًا آخر، استُشهدا معًا في مكان واحد.